# Devaux (automerk)
Devaux is een Australisch automerk, meer bepaald een replicabouwer. Officieel heet het bedrijf, dat door een lokaal industrieel designer genaamd David Clash werd opgericht, Devaux Cars. Het enige model is de Coupe, een kitcar die erg lijkt op enkele jaren 30-auto's, zoals de Bugatti 57 SC Atlantic, de Alfa Romeo 8C 2900 B Lungo of de Bentley 41/4 Litre Streamline; hij is erg barok en gestroomlijnd getekend, en de dubbele achterlichtjes doen denken aan de moderne Wiesmann Roadster. Devaux is in Beaconsfield Upper (Victoria) gevestigd. Het merk wordt in de Benelux niet geïmporteerd.